# Vijayapura
Vijayapura è una città dell'India di 29.458 abitanti, situata nel distretto di Bangalore Rurale, nello stato federato del Karnataka. In base al numero di abitanti la città rientra nella classe III (da 20.000 a 49.999 persone).

## Geografia fisica
La città è situata a 13° 17' 37 N e 77° 48' 6 E e ha un'altitudine di 882 m s.l.m..

## Società

### Evoluzione demografica
Al censimento del 2001 la popolazione di Vijayapura assommava a 29.458 persone, delle quali 15.177 maschi e 14.281 femmine. I bambini di età inferiore o uguale ai sei anni assommavano a 3.803, dei quali 1.992 maschi e 1.811 femmine. Infine, coloro che erano in grado di saper almeno leggere e scrivere erano 18.883, dei quali 10.511 maschi e 8.372 femmine.